# Bistum Guaxupé

Regional CNBB Leste 2.

Bistum Guaxupé.

Das Bistum Guaxupé (lateinisch Dioecesis Guaxupensis) ist eine in Brasilien gelegene römisch-katholische Diözese mit Sitz in Guaxupé im Bundesstaat Minas Gerais. 

## Geschichte
Das Bistum Guaxupé wurde am 3. Februar 1916 durch Papst Benedikt XV. aus Gebietsabtretungen des Bistums Pouso Alegre errichtet. Am 11. Mai 1968 gab das Bistum Guaxupé Teile seines Territoriums zur Gründung der Territorialabtei Claraval ab. Diese Territorialabtei wurde am 11. Dezember 2002 wieder aufgelöst und das Territorium wurde dem Bistum Guaxupé angegliedert.  
Das Bistum Guaxupé ist dem Erzbistum Pouso Alegre als Suffraganbistum unterstellt.  

## Bischöfe von Guaxupé
- Antônio Augusto de Assis, 1916–1918, dann Weihbischof im Erzbistum Mariana
- Ranulfo da Silva Farias, 1920–1939, dann Erzbischof von Maceió
- Hugo Bressane de Araújo, 1940–1951, dann Koadjutorerzbischof von Belo Horizonte
- Inácio João Dal Monte OFMCap, 1952–1963
- José de Almeida Batista Pereira, 1964–1976
- José Alberto Lopes de Castro Pinto, 1976–1989
- José Geraldo Oliveira do Valle CSS, 1989–2006
- José Mauro Pereira Bastos CP, 2006
- José de Lanza Neto, seit 2007

## Bilder

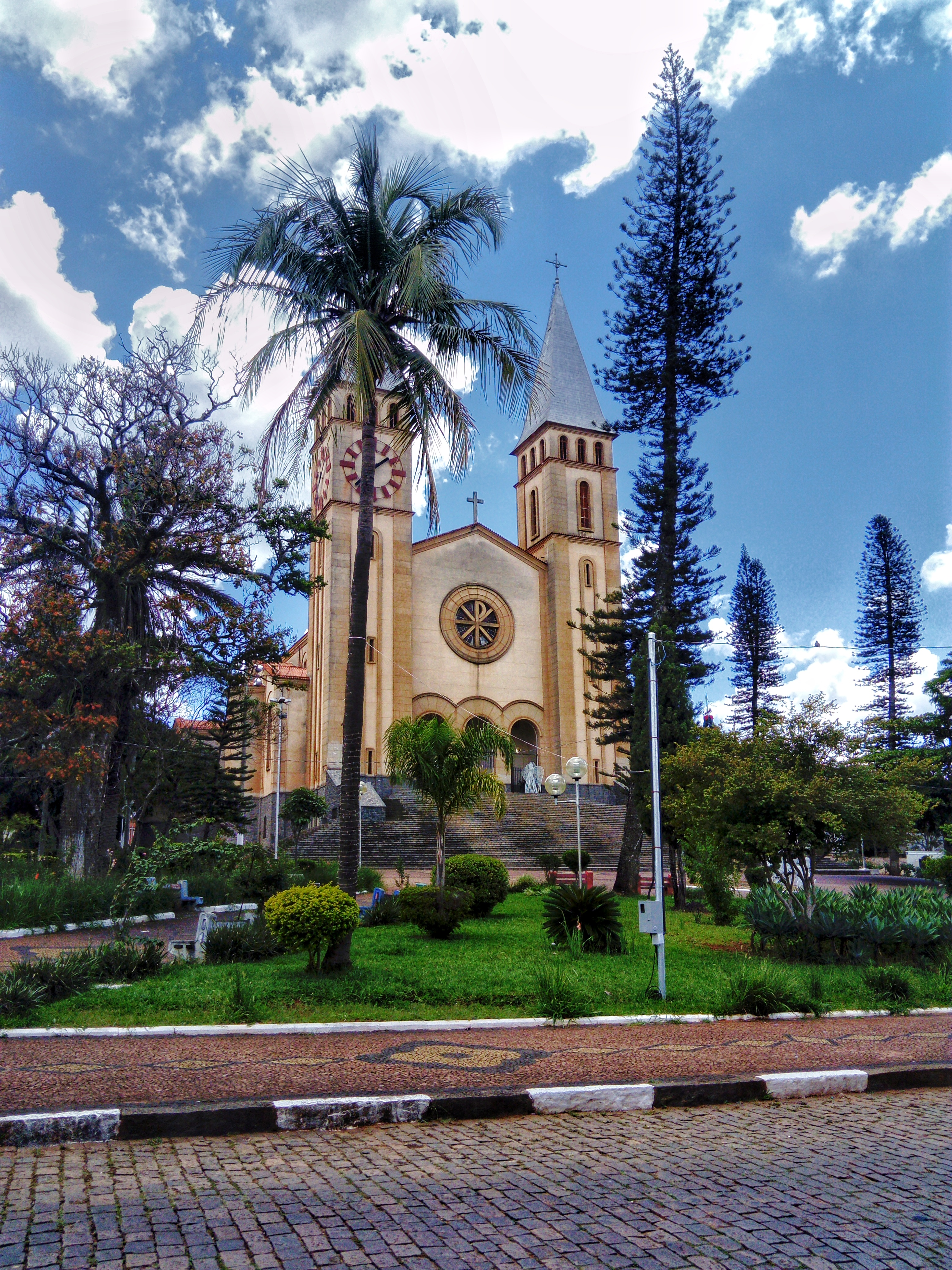
Kathedrale des Bistums